# ارمنی‌های نخجوان

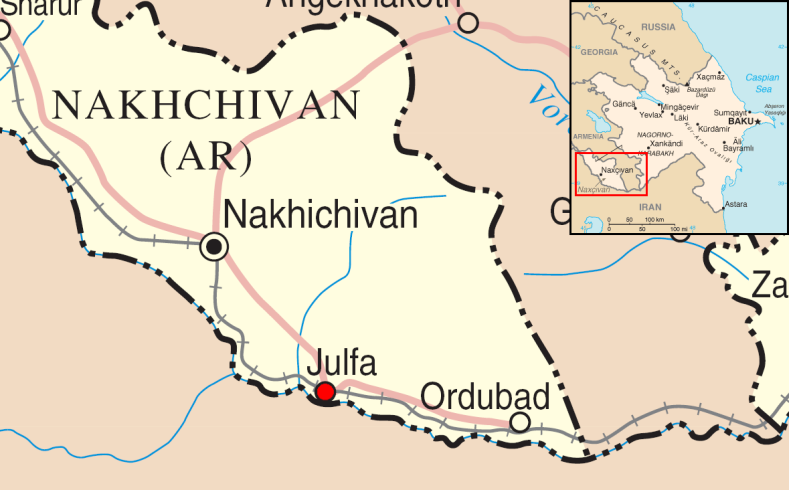
نقشه نخجوان

ارمنی‌های نخجوان، نخجوان یکی از مناطق تاریخی ارمنستان می‌باشد. ارمنیان حضور تاریخی در این منطقه دارند. مورخ یوسفوس فلاویوس، و نیز مورخان ارمنی سدهٔ پنجم میلادی، از جمله موسس خورناتسی، اقامتگاه اولیهٔ نوح، پس از پایین آمدن از کوه آرارات، در محل فعلی نخجوان بوده. ↵به همین دلیل هم ارمنیان آن را (ناخ ایجه‌وان) به معنی اولین منزلگاه نامیده‌اند.↵بر پایه نظر یوهان هنریش هافمن، (ناخ ایجه‌وان) به لاتین "Nakhichevan" در زبان ارمنی گرفته شده‌است و به معنی «نخستین استراحتگاه» است. بر پایه نوشته‌های انجیل نوح پس از فرونشستن جوشش طوفان در کوهستان آرارات فرود آمده بود. بدان سبب نخجوان با گویش ارمنی بدین نام نامیده شد.

## تاریخ
مطالعات صورت گرفته بر روی قدیمی‌ترین آثار به دست آمده از ساکنان این منطقه شامل استخوان‌های انسانی، ابزارهای مختلف متعلق به دوران پارینه‌سنگی و همچنین، نقاشی‌های دیواری مربوط به هزاره سوم (پیش از میلاد) بیانگر آن است که تمدن این منطقه دنبالهٔ تمدن مناطق حوزهٔ دریاچه سوان در شمال بوده و ساکنان آن با تمدن آلوردی‌ها، از اقوام هند و اروپایی ساکن در دشت آرارات، نیز ارتباط داشته‌اند. بررسی‌های باستان‌شناختی در مناطق شور تپه و کول‌تپه نشان می‌دهد که خانه‌های این دو منطقه شبیه به خانه‌های بنا شده در هزارهٔ سوم قبل از میلاد در ناحیه شنگاویت ایروان است.

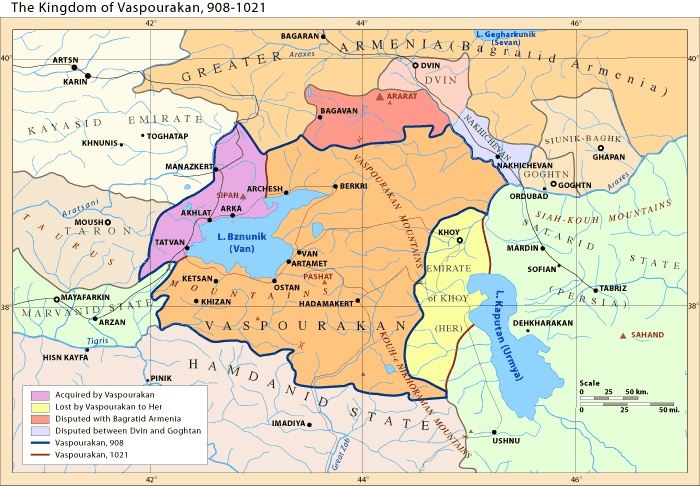
منطقه نخجوان در زمان پادشاهی واسپوراکان ۹۰۸–۱۰۲۱ میلادی

آرگیشتی یکم، در اواخر سده ۸ (پیش از میلاد)، بر تمامی دشت آرارات و مناطق جنوبی آن، شامل منطقهٔ فعلی نخجوان، تسلط یافت و به منظور نظارت بر تمامی این منطقه مرکز حکومتی خود را در منتهی‌الیه دشت آرارات؛ یعنی، شهر فعلی ایروان، به نام اربونی بنا نهاد.
- سده ۶ (پیش از میلاد) تا سده ۴ (میلادی)

با سقوط حکومت اورارتو و تسلط مادها بر ارمنستان، نظارت بر کل این منطقه به خاندان یرواندونی، که مرکز حکومت آنان در شهر فعلی وان قرار داشت، محول شد.
داریوش بزرگ، فلات ارمنستان را تحت کنترل درآورد و آن را به دو ساتراپ تقسیم کرد. مرکز ساتراپ شرقی شهر اربونی تعین شد. منطقهٔ نخجوان، که در ساتراپ شرقی قرار داشت، تا پایان دورهٔ هخامنشی به دست خاندان یرواندونی، که حاکم ساتراپ‌های این منطقه بودند، اداره می‌شد.
ارمنستان تحت حکومت دودمان آرتاشسی تا اواخر سده اول پیش از میلاد ادامه یافت. در تمامی این دوران‌ها، نخجوان فعلی از مناطقی کوچک با نام‌هایی مختلف همچون یرنجاک، گوخت، شارور، جاهوک، شاهابونک و نخجوان تشکیل می‌شد که بخش‌هایی از استان واسپوراکان و استان سیونیک ارمنستان را تشکیل می‌دادند. در دوران حکومت آرتاشسیان‌ها، تیگران بزرگ طی لشکرکشی‌هایی به جنوب میان رودان و فلسطین عده‌ای از یهودیان این نواحی را به مناطق جنوبی فلات ارمنستان کوچاند و شماری از آنان را در شهر نخجوان سکونت داد.
شهر باستانی به نام تیگراناکرت نخجوان، یکی از آن چهار شهر همنامی است که توسط تیگران بزرگ ساخته شده‌است. یکی از آن چهار شهر همنام تیگراناکرت آرتساخ می‌باشد. تیگراناکرت نخجوان در سده ۱ (پیش از میلاد) ساخته شده‌است. این شهر در جوغا قرار دارد.
- سده ۵ (میلادی) تا سده ۱۵ (میلادی)

با روی کار آمدن سلسله اشکانی ارمنستان، شهر نخجوان به علت قرار گرفتن در مسیر راه تجاری منشعب از جاده ابریشم اهمیتی خاص یافت و ناخارارها حاکم بر این منطقه مقامی بالا در دربار ارمنستان به دست آوردند.
در زمان جنگ‌های ارمنستان با حکومت ساسانیان، در نیمهٔ دوم سده چهارم میلادی، شاپور یکم اقدام به کوچاندن تعداد زیادی از ارمنیان و یهودیان این منطقه به داخل خاک ایران کرد. بنابر روایت پاوستوس بوزند، تنها از شهر نخجوان و مناطق همجوار آن ۱۶٬۰۰۰ خانوادهٔ یهودی و ۲٬۰۰۰ خانوادهٔ ارمنی کوچانده شدند.
اعراب مناطق جنوبی ارمنستان را تحت اشغال درآورند. در این زمان، شهر نخجوان، که به دست نیروهای خلیفه اشغال شده بود، اهمیتی خاص یافت زیرا آنان پادگان نظامی خود را به منظور نفوذ به داخل فلات ارمنستان، که اهالی آن کماکان در مقابل اعراب مقاومت می‌کردند، در این شهر مستقر ساخته بودند. خلیفهٔ عباسی، به منظور تسلط بر ارمنستان، شماری از اقوام جنوب منطقهٔ بین‌النهرین را به داخل خاک ارمنستان کوچاند و آنان را در مناطق سوق‌الجیشی ارمنستان سکونت داد. بخشی از این اقوام درمنطقهٔ فعلی نخجوان ساکن شدند.

منطقه نخجوان در زمان ارمنستان زاکارید ۱۲۰۱–۱۳۶۰

روی کار آمدن دودمان باگراتونی امرای شهرهای نخجوان و دوین گه‌گاه از حکومت مرکزی اطاعت می‌کردند اما به علت اهمیت بازرگانی منطقه همواره بین خاندان‌های آرزرونی، سیونی و دولت مرکزی و همچنین امرای حکومت‌های محلی جنوب رود ارس جنگ‌هایی درمی‌گرفت که بیش از همه حاکمان شهرهای دوین و نخجوان از آن‌ها بهره می‌جستند.
در این دوره از تاریخ نیز، همچون دوره‌های قبل، ناحیهٔ فعلی نخجوان شامل مناطقی کوچک‌تر بود. مناطق کوهستانی و کوهپایه‌های شرق و شمال و همچنین مناطق شرقی آن (گوخت) تحت تسلط زمین‌داران سیونی قرار داشت و به غیر از شهر نخجوان، که دست به دست می‌شد و گاهی هم استقلال خود را به دست می‌آورد، مناطق غربی آن نیز تحت سلطهٔ زمین‌داران آرزرونی یا امرای دوین قرار داشت.
سلجوقیان با هجوم به ارمنستان و شکست تمامی حکومت‌های بزرگ و کوچک محلی و همچنین، شکست امپراتوری بیزانس، در جنگ ملازگرد، توانستند بر کل منطقه تسلط یابند.
در اوایل سده دوازدهم میلادی نیروهای مشترک ارمنی و گرجی موفق شدند سلجوقیان و هم‌پیمانان آنان را از منطقهٔ قفقاز تا کنارهٔ رود ارس بیرون برانند. به این ترتیب، مناطق وسیعی از ارمنستان تحت تسلط ملکهٔ گرجستان، تامارا و ارمنستان زاکارید درآمد.
در مدت کوتاهی خوارزمشاهیان حاکمیت این ناحیه را به دست می‌گیرند. جلال‌الدین خوارزمشاه، حکمفرمای نخجوان می‌شود.
در نیمهٔ نخست قرن سیزدهم میلادی، لشکریان مغول به ارمنستان هجوم آوردند و کل این ناحیه را مورد تهاجم قرار دادند و دست به کشتار ساکنان آنان و غارت اموالشان زدند. در پی این تهاجمات، سیل مهاجرت ارمنیان به خصوص سکنهٔ دشت آرارات به سمت شمال قفقاز و کریمه (شبه جزیره) آغاز شد. ارمنیان نخجوان نیز ابتدا در شبه جزیرهٔ کریمه سکونت گزیدند و سپس، به داخل خاک روسیه، به سمت سواحل دن (رود)، مهاجرت کردند و در کنار قلعهٔ دیمیتری روستوف ساکن شدند و شهر جدیدی به نام نخجوان نو بنا کردند که تا به امروز پا برجاست و در حال حاضر، در استان روستوف روسیه واقع شده‌است.
نخجوان تحت سلطه ایلخانیان قرار گرفت بعدها توسط تیمور لنگ آن منطقه متصرف شد. پس از مرگ تیمور اقوام ساکن در فلات ارمنستان حکومت‌های قراقویونلو و آق‌قویونلو را تشکیل دادند و منطقهٔ نخجوان نیز تحت تسلط آنان درآمد. در تقسیمات جغرافیایی جدیدی که به دست جهان‌شاه قراقویونلو در فلات ارمنستان صورت گرفت دشت آرارات و مناطق همجوار آن تشکیل یک استان به نام چخورسعد را داد که مرکز آن شهر ایروان بود و شهر نخجوان نیز در این استان قرار گرفت.
- سده ۱۶ (میلادی) تا اوایل سده ۲۰ (میلادی)

در نیمهٔ نخست قرن شانزدهم میلادی، به فرمان شاه طهماسب یکم و طی تقسیمات جدید خانات ایروان به وجود آمد و شهر نخجوان و مناطق اطراف آن نیز جزو این خانات قرار گرفت.
در ۱۵۵۴م ارتش عثمانی به سمت شمال ایران لشکر کشید. در این لشکرکشی مورخ تُرک، ابراهیم پچوی، نیز حضور داشت. او در خاطرات خود از رشادت‌های قوای عثمانی که چگونه شهر نخجوان و اطراف آن را از هر جنبده‌ای پاک کردند به طوری که به مسافت پنج روز از شهر هیچ موجود زنده‌ای دیده نمی‌شده، داستان‌ها آورده‌است.
ارمنیان منطقهٔ فعلی نخجوان، که توانسته بودند از این کشتارها جان سالم به در برند، به سمت شمال قفقاز مهاجرت کردند و در اطراف شهر نخجوان نو، سکونت گزیدند.
در دورهٔ صفویان، تجارت منطقهٔ نخجوان مجدداً رونق گرفت و کاروان‌های بازرگانان ارمنی از آسیای مرکزی تا شهر ونیز دررفت‌وآمد بودند.
در ۱۶۰۴ میلادی، حین جنگ‌های ایران و عثمانی، به دستور شاه عباس اول ارمنیان حوزهٔ رود ارس، به خصوص، منطقهٔ نخجوان فعلی و دشت آرارات، که بالغ بر سیصد هزار تن بودند، به جنوب رود ارس و سپس، به داخل خاک ایران کوچ داده شدند. محله جلفا (اصفهان) را ارمنیان شهر جوغا در کنار رود ارس به یاد موطن اصلی خود بنا کردند.
پس از عقد معاهدهٔ صلح بین ایران و عثمانی، حاکم جدید خانات ایروان، امیر گوناخان، که شهر ایروان را تقریباً خالی از سکنه یافته بود، اقدام به کوچاندن ارمنیان مناطق همجوار از جمله منطقهٔ نخجوان به شهر ایروان کرد.
در پایان جنگ‌های ۲۸ سالهٔ ایران و روسیه و پس از تصرف شهر ایروان، روس‌ها به سمت خانات نخجوان لشکر کشیدند و با عهدنامه ترکمانچای، رود ارس مرز میان ایران و روسیه تعین شد. طی تقسیمات جدیدی که امپراتوری روسیه در منطقهٔ قفقاز جنوبی صورت داد خانات نخجوان و ایروان با یکدیگر ادغام شدند و استانی با مرکزیت شهر ایروان تشکیل دادند. طبق بند چهارده عهدنامهٔ ترکمن‌چای به اهالی دو سمت رود ارس اجازه داده شد تا در صورت تمایل به سمت دیگر رود کوچ کنند. در نتیجه، حدود ۴۵ هزار نفر از ارمنیان مناطق ماکو، سلماس، خوی و سایر مناطق آذربایجان به شمال رود ارس مهاجرت کردند و حدود دوازده هزار تن از آنان در منطقهٔ فعلی نخجوان مستقر شدند.
ارمنی‌ها در نخجوان در سال ۱۸۲۸–۴۴/۷ درصد (۳٬۶۵۶ نفر)، در سال ۱۸۳۱–۴۳/۷ درصد (۳۰٬۵۰۷ نفر)، در سال ۱۸۹۶–۴۲/۲ درصد (۸۶٬۸۷۸ نفر) را تشکیل می‌دادند.
با تحولات اوایل سده بیستم میلادی در امپراتوری روسیه عمال این امپراتوری به منظور منحرف ساختن جنبش‌های استقلال طلبانهٔ منطقهٔ قفقاز به خصوص جنبش‌های ارمنیان، که از ۱۸۹۰ میلادی بیشترین فعالیت‌های آزادی خواهانه در منطقهٔ قفقاز مربوط به آنان بود، دست به تحریکاتی برای ایجاد جنگ‌های قومی در این ناحیه زدند. با شروع این جنگ‌ها، در ۱۹۰۵ میلادی، بین ارمنیان و تُرک زبانان مناطق نخجوان، قره باغ، شهرستان شماخی، باکو، طی دو سال درگیری بسیاری از مردم بی‌گناه کشته و روستاهای بسیاری نابود شدند. پس از فروکش کردن آتش جنگ، به دلیل نا امنی برخی از مناطق نخجوان، که احتمال درگیری‌های مجدد در آن وجود داشت، ارمنیان ساکن این مناطق به اجبار خانه‌های خود را ترک کردند.
طبق آمار سرشماری ۱۹۱۳ میلادی ارمنیان ۳۹/۴ درصد جمعیت منطقهٔ نخجوان را تشکیل می‌دادند اما با اضافه شدن پناهندگانی که در ۱۹۱۵ میلادی برای نجات جان خود از نسل‌کشی ارمنیان توسط دولت عثمانی از ارمنستان غربی به منطقهٔ نخجوان کوچ کردند شمار جمعیت ارمنیان ساکن در این منطقه افزایش یافت.
با آغاز جنگ جهانی اول و متعاقب آن انقلاب روسیه (۱۹۱۷)، ارتش عثمانی وارد منطقهٔ نخجوان شد و در ادامهٔ برنامهٔ پاک‌سازی نژادی خود، که از دو سال قبل در ارمنستان غربی آن را به اجرا گذاشته بود، دست به کشتار ارمنیان منطقهٔ نخجوان زد. این قتل‌عام‌ها منجر به آن شد که اکثر مناطق غربی نخجوان تقریباً خالی از سکنهٔ ارمنی شود.
پس از شکست ارتش عثمانی در نبرد سارداراباد و اعلام استقلال اولین جمهوری ارمنستان، منطقهٔ نخجوان جزئی از خاک ارمنستان شد اما با شروع جنگ ارمنستان–جمهوری آذربایجان با کمک‌های نظامی و مالی دولت عثمانی این امر سبب نا آرامی‌های دائمی در منطقه شد و به درگیری‌های خونین انجامید.
در ۱۰ اوت ۱۹۲۰ میلادی، معاهده سور در شهر پاریس به امضا رسید. اما هیچ‌گاه به اجرا در نیامد.

## جنگ ارمنستان–جمهوری آذربایجان

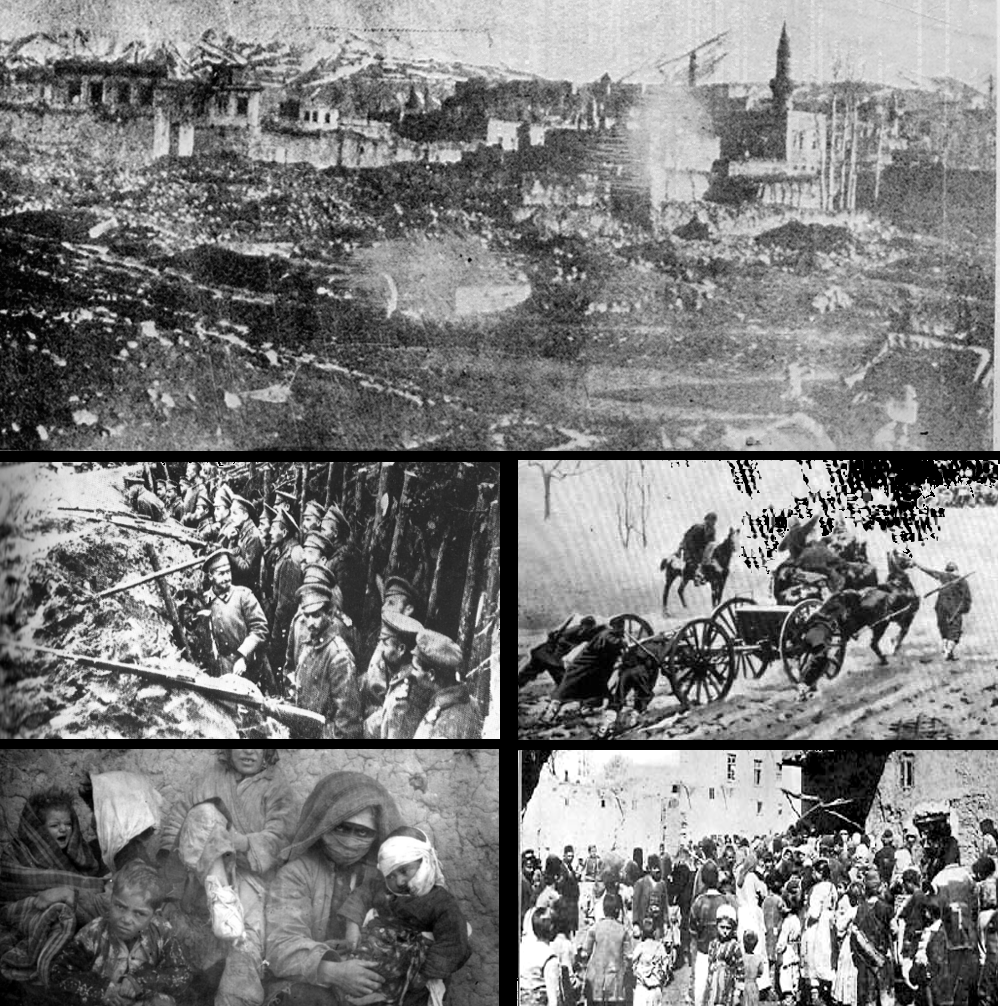
عکس بالا:ویرانی‌های شهر کارین، بالا سمت چپ:نیروهای روسیه، بالا سمت راست:نیروهای عثمانی، پایین سمت چپ:پناهندگان مجروح مسلمان، پایین سمت راست:پناهندگان ارمنی

جنگ ارمنستان–جمهوری آذربایجان اشاره به جنگی است که از سال ۱۹۱۸م تا ۱۹۲۰م که حدود دو سال به طول انجامید می‌باشد.
با فروپاشی امپراتوری نیکلای دوم-انقلاب روسیه (۱۹۱۷) و ظهور دولتهای مستقل در قفقاز در سال‌های آخر جنگ جهانی اول، رقابت در جهت چیرگی بر قره باغ و همچنین موجب اختلاف مرزی، قومیتی و تاریخی در کوهستان زنگزور، نخجوان که باعث درگیری‌های شدیدی میان اولین جمهوری ارمنستان و جمهوری دمکراتیک آذربایجان تبدیل شد.
این جنگ به عنوان بخشی از یک رشته عملیات جنگی در قفقاز (نبرد باکو، نبرد سارداراباد، جنگ ارمنستان–ترکیه) که به مدت چهار سال به طول انجامید می‌باشد.

## کلیساهای ارمنی نخجوان
بیش از ۲۸۰ صومعه و کلیسا در نخجوان وجود داشت. مطالعات اخیر نشان داده‌اند که همه صومعه‌ها و کلیساها در نخجوان نابود شده‌است.
اولین کلیسا توسط مسروب ماشتوتس در سده ۵ (میلادی)، ساخته شد و به عنوان یک مرکز معنوی و فرهنگی و مدرسه از آن استفاده می‌شده‌است. تعدادی از کلیساها در اواخر قرن ۱۹ و اوایل سده ۲۰، در زمان امپراتوری روسیه، زمانی که خانات نخجوان و ایروان با یکدیگر ادغام شدند و استانی با مرکزیت شهر ایروان تشکیل دادند، ساخته شده‌اند.

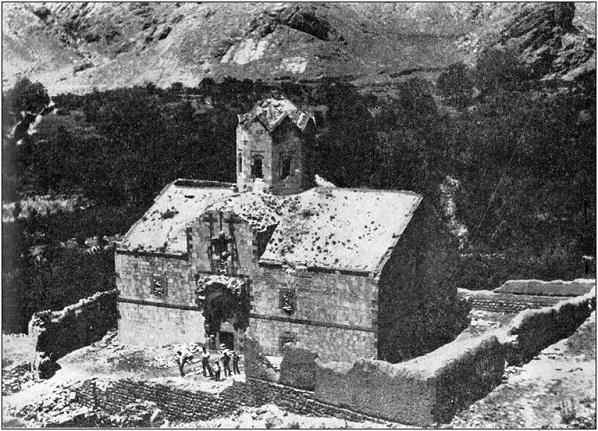
کلیسای استپانوس مقدس،متعلق به سده ۱۲ میلادی
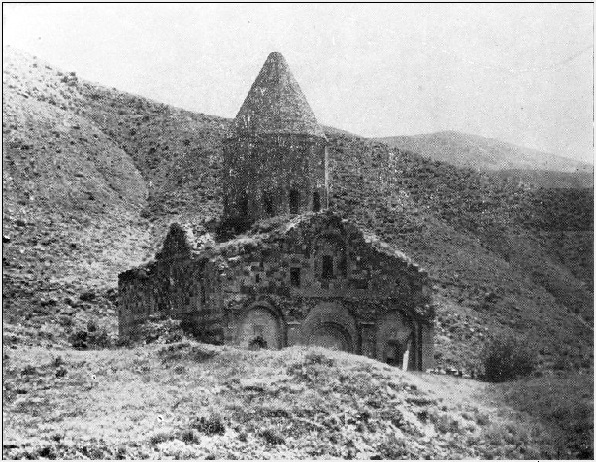
کلیسای کاراپت
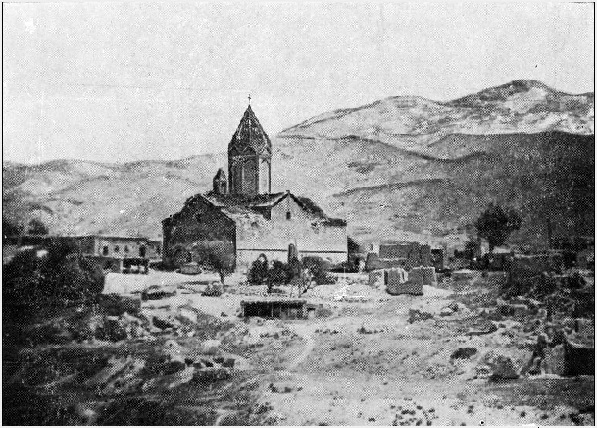
کلیسای هاکوپ مقدس
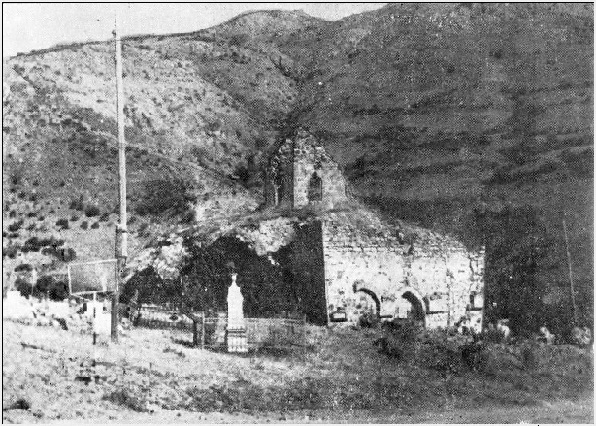
کلیسای مسروب ماشتوتس مقدس
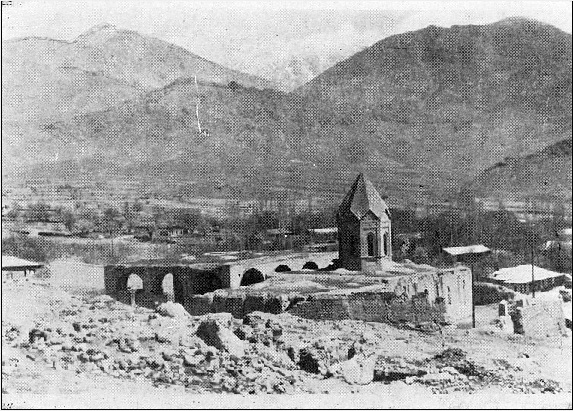
کلیسای معروف به سرخ در منطقهٔ آستاباد
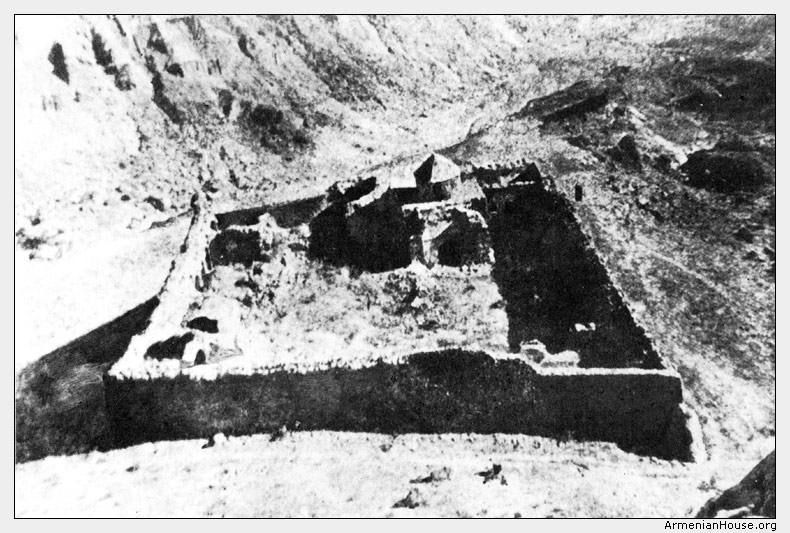
کلیسای نجات دهنده مقدس
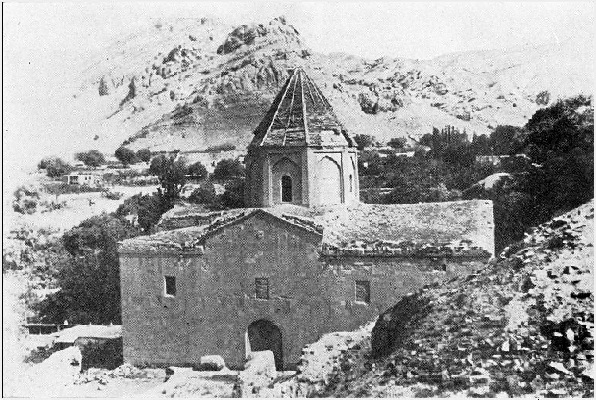
کلیسای کریستاپور
کلیسای گئورگ مقدس در شهر نخجوان

## نابودسازی فرهنگی درمنطقهٔ نخجوان

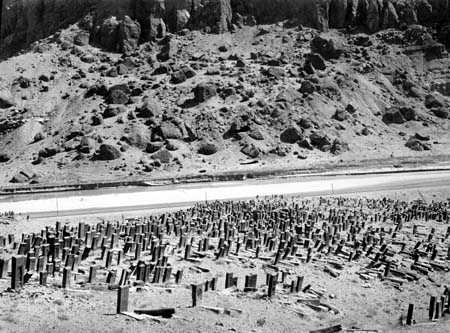
چلیپاسنگ‌ها در منطقهٔ جلفا سال۱۹۱۵م

پس از استقلال جمهوری‌های سابق شوروی و آغاز مناقشهٔ قره‌باغ، ارمنیان باقی‌مانده در نخجوان نیز از این منطقه اخراج شدند. طی سال‌های پس از استقلال، جمهوری آذربایجان با پیروی از سیاست‌های ترکیه برای اثبات عدم تعلق ارمنیان به این منطقه و نبود پیشینه‌ای از آنان اقدام به تخریب بناهای تاریخی به جای مانده از ارمنیان در ابعاد بسیار وسیع کرد.
حد نهایت این نابودسازی فرهنگی در منطقهٔ جلفا اتفاق افتاد. در کنارهٔ رود ارس و در نزدیکی خط مرزی ایران، حدود سه هزار چلیپاسنگ (سنگ صلیب) مربوط به سده‌های نهم تا شانزدهم میلادی قرار داشت که آثاری منحصر به فرد محسوب می‌شدند.
در ۱۹۹۸ میلادی جمهوری آذربایجان با کمک ماشین‌آلات سنگین پس از خرد کردن این چلیپاسنگ‌ها شروع به حمل آن‌ها با قطار به محلی نامعلوم کرد که با اعتراض دولت ارمنستان و دخالت یونسکو تخریب این چلیپاسنگ‌ها متوقف شد اما به دلیل عدم قاطعیت سازمان‌های بین‌المللی در جلوگیری از نابودسازی فرهنگی در منطقهٔ نخجوان دولت آذربایجان تخریب این آثار را از سر گرفت و در نوامبر ۲۰۰۴ میلادی، با اعزام حدود دویست سرباز طی چند روز کلیهٔ سنگ‌صلیب‌ها خرد شد، آن‌ها را به داخل رود ارس ریختند و سپس، در محل این آثار با ارزش تاریخی میدان تیر بنا کردند.

## ارمنی‌های مشهور نخجوان
- آزاریا جوغایتسی، (جاثلیق کیلیکیه)
- هاکوب جوغایتسی، (جاثلیق کل ارمنیان)
- آلکساندر جوغایتسی، (جاثلیق کل ارمنیان)
- استپان ساپاه-گیولیان، (فعال سیاسی از حزب هنچاک)
- کریستاپور میکائلیان
- مانوک آبقیان، (پژوهشگر فولکلور و ادبیات ارمنی)
- استپان زوریان (زاده ۱۸۶۷ (میلادی))، (فعال سیاسی از فدراسیون انقلابی ارمنی)
- گارگین نژده
- هاکُو داوتیان، (رئیس بخش خارجی چکا ۱۹۲۱–۱۹۲۲، اولین رئیس اطلاعات خارجی شوروی)
- ولادیمیر سارگسیان، (دکتر جسم فیزیکی، علوم ریاضی و عضو انجمن دانش)
- آرگام آیوازیان، (نویسنده و روزنامه‌نگار)

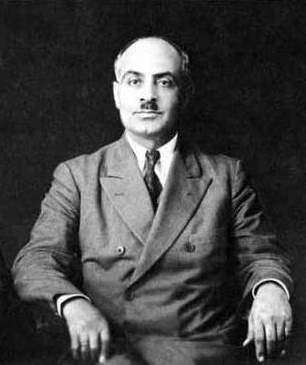
گارگین نژده
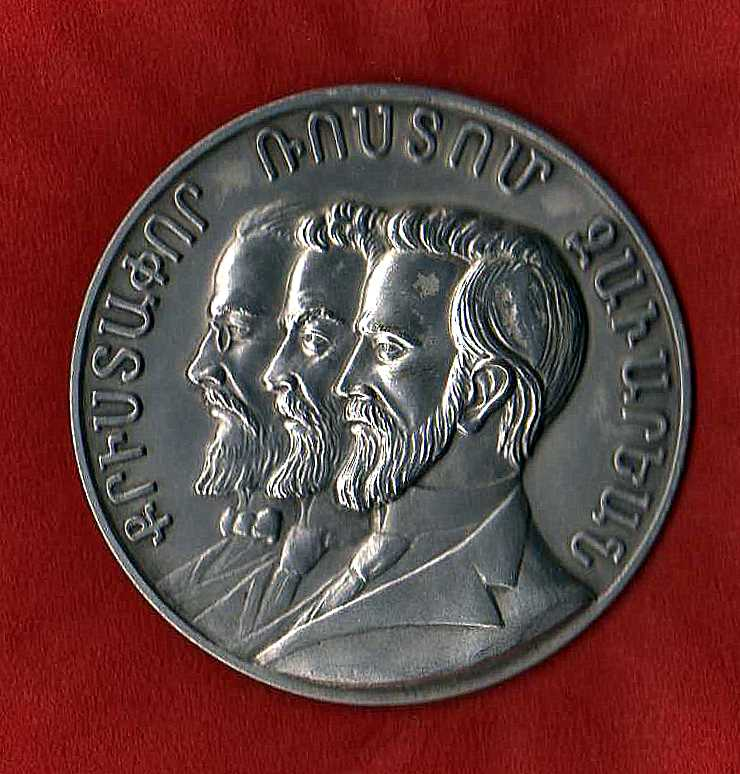
کریستاپور میکائلیان
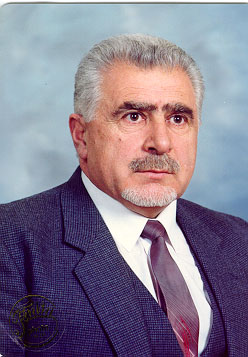
ولادمیر سارگسیان